# Magnus Walch
Magnus Walch (* 15. Juni 1992 in Feldkirch, Vorarlberg) ist ein ehemaliger österreichischer Skirennläufer. Er gehörte dem B-Kader des Österreichischen Skiverbandes an und war auf die technischen Disziplinen Riesenslalom und Slalom spezialisiert.

## Biografie
Magnus Walch stammt aus Lech, wo er über den Ski-Club Arlberg mit dem Rennsport in Berührung kam. Während seiner Volks- und Hauptschulzeit maß er sich regelmäßig mit Gleichaltrigen, konnte jedoch nach eigenen Angaben nie mithalten. Erst mit dem Wechsel an die Skihotelfachschule in Bad Hofgastein fasste er den ernsthaften Beschluss zu einer Rennkarriere.
Im Dezember 2007 bestritt er in St. Moritz seine ersten FIS-Rennen, fand sich jedoch in den ersten beiden Jahren immer im hinteren Bereich der Ergebnislisten. Nach einem erfolgreichen Überseetrainingslager in Australien bekam er die Möglichkeit, mit dem Vorarlberger Landesverband zu trainieren und wurde nach einem nationalen Jugendmeistertitel in den Nachwuchskader des ÖSV aufgenommen. Am 22. Dezember 2011 gab er im Slalom von Madonna di Campiglio sein Europacup-Debüt. 2012 und 2013 nahm er an den Juniorenweltmeisterschaften teil, wobei sein bestes Resultat ein 32. Rang im Riesenslalom am Mont Sainte-Anne blieb.
Im Sommer 2013 wurde er aus allen ÖSV-Kadern gestrichen, kämpfte sich jedoch zurück und feierte am 14. Dezember im Riesenslalom von Val-d’Isère sein Weltcup-Debüt. Am Ende der Saison gewann er im Rahmen der österreichischen Meisterschaften nur knapp hinter Philipp Schörghofer die Silbermedaille in seiner Paradedisziplin. In der Saison 2014/15 hatte Walch mit einer hartnäckigen Schienbeinentzündung zu kämpfen und konnte auch im Folgewinter nicht die gewünschten Europacup-Ergebnisse erzielen. Dafür gelang ihm in Nozawa Onsen ein Sieg im Far East Cup. Zu Beginn der nächsten Saison zog er sich bei einem Trainingssturz eine schwere Gehirnerschütterung und einen Bruch der linken Schulterpfanne zu. Im März 2017 kürte er sich ein zweites Mal zum österreichischen Vizemeister im Riesenslalom.
Im Jänner 2018 gelang ihm bei seinem fünften Weltcup-Riesenslalom am Chuenisbärgli erstmals die Qualifikation für den zweiten Durchgang. Er beendete das Rennen auf Rang 14 und gewann damit seine ersten Weltcuppunkte. Am Ende der Saison wurde er erneut österreichischer Vizemeister. Ab 2019 war er in keinem ÖSV-Kader mehr zu finden und beendete infolge fehlender Ergebnisse seine Karriere im Juni 2021.

## Erfolge

### Weltcup
- 1 Platzierung unter den besten 15

### Weltcupwertungen
| Saison  | Gesamt | Gesamt | Riesenslalom | Riesenslalom |
| Saison  | Platz  | Punkte | Platz        | Punkte       |
| ------- | ------ | ------ | ------------ | ------------ |
| 2017/18 | 122.   | 18     | 43.          | 18           |
| 2018/19 | 127.   | 15     | 44.          | 15           |
| 2020/21 | 137.   | 10     | 49.          | 10           |

### Europacup
- 1 Podestplatz

### Australia New Zealand Cup
- Saison 2018: 3. Gesamtwertung, 3. Riesenslalomwertung[A 1]
- Saison 2019: 1. Gesamtwertung, 1. Riesenslalomwertung
- 6 Podestplätze, davon 2 Siege:

| Datum             | Ort          | Land       | Disziplin    |
| ----------------- | ------------ | ---------- | ------------ |
| 23. August 2019   | Mount Hotham | Australien | Riesenslalom |
| 5. September 2019 | Cardrona     | Neuseeland | Riesenslalom |

1. ↑  Die Rennen des Australia New Zealand Cup werden jährlich im August und September (Südwinter) ausgetragen und bereits der kommenden, internationalen Saison zugerechnet.

### Juniorenweltmeisterschaften
- Québec 2013: 32. Riesenslalom

### Weitere Erfolge
- Österreichischer Meister im Riesenslalom 2021
- Österreichischer Vizemeister im Riesenslalom 2014, 2017 und 2018
- 2 Siege bei den deutschen Meisterschaften (Riesenslalom 2012 und 2018)
- Sieg bei den slowenischen Meisterschaften im Riesenslalom 2017
- 1 Sieg im Far East Cup
- 14 Siege in FIS-Rennen